# Phrynobatrachus tokba
Espèce
Synonymes
- Arthroleptis tokba Chabanaud, 1921
- Phrynobatrachus alticola Guibé & Lamotte, 1962

Statut de conservation UICN

 LC  : Préoccupation mineure
Phrynobatrachus tokba est une espèce d'amphibiens de la famille des Phrynobatrachidae.

## Répartition
Cette espèce se rencontre en Côte d'Ivoire, au Ghana, en Guinée, en Guinée-Bissau, au Liberia et en Sierra Leone.

## Publication originale
- Chabanaud, 1921 : Contributions à l'étude de la faune herpétologique de l'Afrique occidentale. II. Deuxième note. Bulletin du Comité d'Études Historiques et Scientifiques de l'Afrique Occidentale Française, vol. 1921, p. 445-472.